# Louis Picard
Pour les articles homonymes, voir Picard (homonymie).
Louis Picard (ou Mgr Picard), né le 22 mars 1886 à Saint-Léger (Gaume) et mort le 29 mai 1955 à Saint-Léger, est un prélat belge catholique de la Maison pontificale. Il a joué un rôle important dans le développement des maisons d'édition, journaux et médias catholiques en Belgique.

## Biographie
Louis Jean-Baptiste Picard, né le 22 mars 1886 à Saint-Léger, est le fils de Nicolas Picard, garde forestier, et d'Alexandrine Depienne.
Il est d'abord diplômé instituteur de l'école normale de Carlsbourg. Il se réoriente ensuite vers la prêtrise avec des humanités au Petit séminaire de Bastogne et est envoyé en 1907 à l'Université grégorienne de Rome pour y obtenir un double doctorat en philosophie et en théologie.
Ordonné prêtre le 10 août 1912, il enseigne la rhétorique et la philosophie au Petit séminaire de Bastogne pendant la Première Guerre mondiale. Au cours du conflit, il se signale par la participation aux activités clandestines du service secret britannique.
Au départ simple abbé, il est promu chanoine puis prélat de la maison du pape Pie XII en 1927.
En 1920, il est appelé au secrétariat des Œuvres apologétiques dont le siège est au Séminaire Léon XIII à Louvain. Au cours de la même année, il cofonde l'Action catholique de la jeunesse belge (ACJB) avec le chanoine Abel Brohée et avec le soutien du cardinal Mercier. Il en est l'aumônier jusqu'en 1938. Inspiré par les pensées du chanoine Brohée, il donne des conférences notamment dans des cercles d’étude afin d’enseigner l’Action Catholique aux jeunes qui sont choisis dès le départ comme pièce maîtresse du mouvement. L'ACJB regroupe alors un ensemble de plusieurs cercles d’études.  
Dans la période de l'entre-deux-guerres, Louis Picard utilise toutes les ressources de l'édition, de la presse et des médias naissants pour promouvoir les idéaux catholiques dans la société belge, ce qui lui vaut une grande notoriété. Pendant 7 ans, il est le directeur du journal L'Effort  dont le centre d’intérêt est l’actualité chrétienne, d’abord en Belgique et à Rome puis dans le monde chrétien dans son ensemble. À partir de 1929, Louis Picard dirige la revue Cahiers de la Jeunesse catholique destinée aux étudiants belges. À partir de 1930, il est cofondateur et président de la Radio catholique belge (qui deviendra la Radio-télévision catholique belge (RTCB), cofondateur et aumônier général de l'Action catholique des hommes à partir de 1938. Il est également nommé président du Comité des émissions religieuses.
De 1927 à 1935, Louis Picard a joué un rôle significatif dans l'ascension de Léon Degrelle en l'associant de près à ses activités éditoriales et journalistiques. En 1927, il rencontre ce dernier, encore étudiant et apprécie son dynamisme au bénéfice du monde catholique. C'est ainsi qu'en octobre 1927, à l'initiative de Louis Picard, Degrelle prend la direction de L'Avant-Garde, journal des étudiants de l'Université catholique de Louvain. En 1930, Picard adoube Léon Degrelle à la tête des éditions Rex. Ce dernier profitera de ce contact avec le monde de l'édition pour lancer son propre journal Rex qui sera le point de départ du mouvement rexiste inspiré par le fascisme. Les prises de position de plus en plus acerbes de Degrelle contre la corruption des hommes politiques, le communisme et la finance provoqueront la rupture entre ce dernier et Louis Picard en 1935.
Après la Seconde Guerre mondiale, Louis Picard supervise, en tant que président du Comité des émissions religieuses, les premières émissions religieuses télévisées diffusées par l'Institut national de radiodiffusion (INR) en février 1954.
Le 29 mai 1955, Louis Picard décède inopinément dans l'église paroissiale de Saint-Léger à l'occasion de la célébration d'une communion solennelle. Il reçoit des funérailles à l'église Sainte-Gertrude d'Etterbeek et est inhumé au Mont de la Salle à Ciney.

## Hommage et distinctions
À l'initiative de la RTCB, est organisée, le 15 octobre 1955 aux Palais des Beaux-Arts de Bruxelles, une cérémonie d'hommage à Louis Picard en présence du cardinal Van Roey, du cardinal Suenens, d'évêques et du recteur de l'Université catholique de Louvain.
Les distinctions suivantes lui ont été attribuées :
- Chevalier de l'ordre de Léopold (Belgique).
- Ordre de l'Empire britannique à titre militaire (Première Guerre mondiale).
- Prélat domestique de sa Sainteté en novembre 1927 (Vatican)[11].
- Croix de l'ordre pontifical « Benemerenti » (Vatican).
- Chanoine honoraire de la cathédrale Saint-Aubain de Namur en octobre 1926[11].

## Publications
- Le Christ-Roi, Louvain-Paris, éditions Rex-Giraudon, 1929.
- La doctrine catholique de l'état, Louvain-Paris, éditions Rex, 1934.
- Le chanoine Armand Baud'huin, Bruxelles, édition universelle, 1935.
- Projection de la doctrine évangélique sur le temporel, Louvain, édition du secrétariat général de la jeunesse étudiante catholique, 1937.
- Pie XI. Pape de l'Action catholique, Bruxelles, éditions de l'Action catholique des hommes, 1939.
- Au service du pays du pays et de l'église, Léonce Mayence, Bruxelles, éditions de l'A.C.H., 1946.
- Frère Mutien-Marie de Ciney, Bruxelles, éditions de l'A.C.H., 1947.
- Un pionnier, le chanoine Brohée, Paris-Bruxelles, éditions universitaires (Chrétienté nouvelle), 1950.